# Síndrome CHILD
Hemidisplasia congénita con eritroderma ictiosiforme y defectos de las extremidades (también conocido como "síndrome CHILD" -Congenital Hemidysplasia with Ichthyosiform nevus and Limb Defects-) es un trastorno genético con inicio en el nacimiento visto casi exclusivamente en mujeres. El trastorno está relacionado con CPDX2 y también con anormalidades cutáneas y esqueléticas. Está encuadrada dentro del grupo de las genodermatosis
El acrónimo fue introducido en 1980.

## Historia
El primer caso conocido de síndrome CHILD fue en 1903. La primera descripción en la que se describen las características clínicas del síndrome en una niña de 8 años se le acredita a Otto Sach. En 1948, Zellweger y Uelinger informaron de un paciente con "osteocondrodermatitis y nevus ictiosiforme en una mitad del cuerpo". El primer caso de síndrome CHILD con manifestaciones oculares en un paciente sufriendo de atrofia bilateral del nervio óptico fue descrito en el 2010 por Knape et al.